# 最勝臺
最勝臺（최승대）位于朝鮮民主主義人民共和國之首都平壤的名勝牡丹峰上，是朝鮮王朝時期的樓亭。公元1716年，修建了叫初名五勝臺的亭子。 
建在高高的臺基上，四面圍了城垛，是單層雙檐、歇山式屋頂的建築。正面3間（7.36米），側面2間（4.67米），上細下粗的柱子上施了雙翼拱斗栱。 在春季，這一帶一簇簇金達萊（Azalea Blossoms）盛開，鮮豔奪目，與郁郁蔥蔥的松林、杏林交相輝映，綺麗如畫。